# Trematomus eulepidotus
Trematomus eulepidotus és una espècie de peix pertanyent a la família dels nototènids.

## Descripció
- Pot arribar a fer 34 cm de llargària màxima.
- Cap i cos gairebé recoberts d'escates, incloent-hi el musell i la part posterior del maxil·lar superior.
- 6-7 espines i 36-38 radis tous a l'aleta dorsal i cap espina i 34-36 radis tous a l'anal.
- 54-57 vèrtebres.[6][7]

## Alimentació
Menja Salpidae, nudibranquis, amfípodes, copèpodes, poliquets, krill, crustacis, quetògnats i peixos.

## Depredadors
A l'Antàrtida és depredat per Cygnodraco mawsoni, Gymnodraco acuticeps, Chionodraco hamatus, Cryodraco antarcticus, Dissostichus mawsoni, Aptenodytes forsteri i mamífers marins.

## Hàbitat
És un peix d'aigua marina, demersal i de clima polar (60°S-78°S) que viu entre 70 i 650 m de fondària. Els juvenils viuen a prop de la superfície, sovint en associació amb eixams d'Euphausia superba.

## Distribució geogràfica
Es troba a l'oceà Antàrtic: la plataforma continental de l'Antàrtida i illes adjacents, incloent-hi les illes Òrcades del Sud.

## Observacions
És inofensiu per als humans.